# 붓털쥐속
붓털쥐속 또는 로푸로미스속(Lophuromys)은 사하라 이남 아프리카에서 발견되는 설치류 속이다. 데오미스아과에 속하며, 형태학적으로 구별하기는 어렵고 분자생물학적 방법에 의해 구별된다.

## 특징
붓털쥐라는 명칭은 독특하고 뻣뻣한 털로 덮여있는 모피때문에 붙여진 이름이다. 결은 붓처럼 부드럽다. 이는 몇몇 이유로 기묘하게 보인다. 털은 종에 따라 다양하지만 황갈색부터 녹색을 띤 회색과 짙은 갈색이다. 일부 종들은 모피가 거의 자줏빛 색조를 띠며, 일부는 반점을 띤다. 하체는 녹빛, 오렌지색 또는 크림색을 띠며, 비교적 짧은 다리는 두툼한 털이 나 있다.

## 하위 종
| - 앙골라붓털쥐 (L. angolensis) - 안소르게붓털쥐 (L. ansorgei) - 짧은꼬리붓털쥐 (L. brevicaudus) - 갈색붓털쥐 (L. brunneus) - 체르체르산맥붓털쥐 (L. chercherensis) - 에티오피아숲붓털쥐 (L. chrysopus) - 회색붓털쥐 (L. cinereus) - 디터렌붓털쥐 (L. dieterleni) - 두두붓털쥐 (L. dudui) | - 아이젠트라우트붓털쥐 (L. eisentrauti) - 노랑반점붓털쥐 (L. flavopunctatus) - 후터러붓털쥐 (L. huttereri) - 킬론조붓털쥐 (L. kilonzoi) - 노랑배붓털쥐 (L. luteogaster) - 중간꼬리붓털쥐 (L. medicaudatus) - 검은발톱붓털쥐 (L. melanonyx) - 메나게사붓털쥐 (L. menageshae) - 붉은배붓털쥐 (L. nudicaudus) | - 가짜녹빛배붓털쥐 (L. pseudosikapusi) - 람붓털쥐 (L. rahmi) - 카메룬산붓털쥐 (L. roseveari) - 녹빛배붓털쥐 (L. sikapusi) - 스탠리붓털쥐 (L. stanleyi) - 페르하헌붓털쥐 (L. verhageni) - 우즈넘붓털쥐 (L. woosnami) - 제나붓털쥐 (L. zena) |